# Procesul pterigospinos
Procesul pterigospinos sau procesul Civinini (Processus pterygospinosus) este o proeminență ascuțită pe marginea posterioară a lamei laterală a procesului pterigoid de pe care pleacă ligamentul pterigospinos (Civinini) (Ligamentum pterygospinale), ce leagă acest proces cu spina sfenoidului (Spina ossis sphenoidalis). Uneori ligamentului pterigospinos se osifică, în acest caz se formează un orificiu între marginea superioară a ligamentului și baza craniului - orificiul pterigospinal (Civinini) (Foramen pterygospinale) prin care trec ramurile nervului mandibular spre mușcii temporal, maseter și pterigoid lateral. 